# Swiss Juniors
Das Swiss Juniors (auch Swiss Junior International genannt) ist im Badminton die offene internationale Meisterschaft der Schweiz für Junioren und damit das bedeutendste internationale Juniorenturnier in der Schweiz. Es wurde erstmals 1986 ausgetragen. Später wurde das Turnier als Lausanne Youth International bezeichnet. Im Jahr 2013 verließ das Turnier dann Prilly als Austragungsort und fand in Solothurn statt. Es werden traditionell Wettkämpfe in den Altersklassen U15, U17 und U19 ausgetragen.

## Die Sieger der Junioren U19
| Saison    | Herreneinzel        | Dameneinzel                | Herrendoppel                            | Damendoppel                             | Mixed                               |
| --------- | ------------------- | -------------------------- | --------------------------------------- | --------------------------------------- | ----------------------------------- |
| 1986      | Stephen Dietrich    | Bettina Mayer              | Richard Gunitzberger Harald Koch        | Antje Fregin Bettina Mayer              | Roland Dorner Antje Fregin          |
| 1987 2008 | keine Daten         | keine Daten                | keine Daten                             | keine Daten                             | keine Daten                         |
| 2009      | Jamie van Hooijdonk | Sarah Milne                | Marin Baumann Lucas Claerbout           | Lucie Havlová Zuzana Pavelková          | Lukáš Zevl Lucie Havlová            |
| 2010      | Toby Penty          | Sarah Milne                | Lucas Corvée Joris Grosjean             | Audrey Fontaine Léa Palermo             | Chris Coles Jessica Fletcher        |
| 2011      | keine Daten         | keine Daten                | keine Daten                             | keine Daten                             | keine Daten                         |
| 2012      | Rasmus Grill Noes   | Malvinne Ann Venice Alcala | Mathias Christiansen David Daugaard     | Marie Batomene Stacey Guérin            | Mathias Christiansen Theresa Wurm   |
| 2013      | Lars Schänzler      | Luise Heim                 | Mads Storgaard Sørensen Victor Svendsen | Alida Chen Cheryl Seinen                | Ruben Jille Alida Chen              |
| 2014      | Lakshya Sen         | Jessica Hopton             | M. R. Arjun Chirag Shetty               | Jessica Hopton Lydia Jane Powell        | Ronan Guéguin Verlaine Faulmann     |
| 2015      | Chirag Sen          | Julie Dawall Jakobsen      | Andraž Krapež Miha Ivanič               | Julie Dawall Jakobsen Ditte Søby Hansen | Ditlev Jæger Holm Ditte Søby Hansen |
| 2016 2023 | nicht ausgetragen   | nicht ausgetragen          | nicht ausgetragen                       | nicht ausgetragen                       | nicht ausgetragen                   |